# FIFA Confederations Cup 2001
La FIFA Confederations Cup 2001 (in coreano: 2001년 FIFA 컨페더레이션스컵, 2001nyeon FIFA keonpedeoleisyeonseukeob?, in giapponese: FIFAコンフェデレーションズカップ2001, FIFA konfederēshonzukappu 2001?) fu la quinta edizione del torneo. Si svolse dal 30 maggio al 10 giugno 2001 in Corea del Sud e in Giappone e vide la vittoria della Francia campione del mondo e d'Europa in carica.

## Squadre partecipanti
| Pr. | Squadra       | Data di qualificazione certa | Confederazione | Partecipante in quanto                                                                    | Partecipazioni precedenti al torneo |
| --- | ------------- | ---------------------------- | -------------- | ----------------------------------------------------------------------------------------- | ----------------------------------- |
| 1   | Corea del Sud | 31 maggio 1996               | AFC            | Nazione organizzatrice                                                                    | -                                   |
| 2   | Giappone      | 31 maggio 1996               | AFC            | Nazione organizzatrice e vincitrice della Coppa d'Asia 2000                               | -                                   |
| 3   | Francia       | 12 luglio 1998               | UEFA           | Vincitrice del Campionato mondiale di calcio 1998 e del Campionato europeo di calcio 2000 | -                                   |
| 4   | Brasile       | 18 luglio 1999               | CONMEBOL       | Vincitrice della Copa América 1999                                                        | 2 (1997, 1999)                      |
| 5   | Messico       | 4 agosto 1999                | CONCACAF       | Vincitrice della Confederations Cup 1999                                                  | 2 (1995, 1999)                      |
| 6   | Camerun       | 13 febbraio 2000             | CAF            | Vincitrice della Coppa delle nazioni africane 2000                                        | -                                   |
| 7   | Canada        | 27 febbraio 2000             | CONCACAF       | Vincitrice della CONCACAF Gold Cup 2000                                                   | -                                   |
| 8   | Australia     | 28 giugno 2000               | OFC            | Vincitrice della Coppa delle nazioni oceaniane 2000                                       | -                                   |

Nota bene: nella sezione "partecipazioni precedenti al torneo", le date in grassetto indicano che la nazione ha vinto quella edizione del torneo, mentre le date in corsivo indicano la nazione ospitante.

## Stadi
| Corea del Sud                              | Corea del Sud           | Corea del Sud           |
| Ulsan                                      | Suwon                   | Taegu                   |
| ------------------------------------------ | ----------------------- | ----------------------- |
| Ulsan Munsu Football Stadium               | Suwon World Cup Stadium | Daegu World Cup Stadium |
| Capacità: 44 466                           | Capacità: 43 959        | Capacità: 66 422        |
| Ulsan Suwon Taegu Yokohama Kashima Niigata |                         |                         |
|                                            |                         |                         |
| Giappone                                   |                         |                         |
| Yokohama                                   | Kashima (Ibaraki)       | Niigata                 |
| International Stadium Yokohama             | Kashima Soccer Stadium  | Niigata Stadium         |
| Capacità: 72 327                           | Capacità: 40 728        | Capacità: 42 300        |
|                                            |                         |                         |

## Formula
Le otto squadre vennero divise in due gironi all'italiana di quattro squadre ciascuno. Le prime due classificate si sarebbero qualificate per la fase ad eliminazione diretta.

## Risultati

### Fase a gruppi

#### Girone A

##### Classifica
| Pos. | Squadra       | Pt | G | V | N | P | GF | GS | DR |
| ---- | ------------- | -- | - | - | - | - | -- | -- | -- |
| 1.   | Francia       | 6  | 3 | 2 | 0 | 1 | 9  | 1  | +8 |
| 2.   | Australia     | 6  | 3 | 2 | 0 | 1 | 3  | 1  | +2 |
| 3.   | Corea del Sud | 6  | 3 | 2 | 0 | 1 | 3  | 6  | -3 |
| 4.   | Messico       | 0  | 3 | 0 | 0 | 3 | 1  | 8  | -7 |

##### Risultati
| Arbitro: | al-Ghandour |

|                                                              |           |  |
| Marlet 9’ Vieira 19’ Anelka 34’ Djorkaeff 80’ Wiltord 90'+2’ | Marcatori |  |

| Arbitro: | Tangawarima |

|  |           |                      |
|  | Marcatori | 18’ Murphy 54’ Skoko |

| Arbitro: | Batres |

|          |           |  |
| Zane 60’ | Marcatori |  |

| Arbitro: | Dallas |

|                                      |           |          |
| Hwang Sun-hong 56’ Yoo Sang-Chul 90’ | Marcatori | 80’ Ruiz |

| Arbitro: | Bujsaim |

|                                       |           |  |
| Wiltord 8’ Carriere 62’ 83’ Pirès 71’ | Marcatori |  |

| Arbitro: | Ruiz |

|                    |           |  |
| Hwang Sun-hong 25’ | Marcatori |  |

#### Girone B

##### Classifica
| Pos. | Squadra  | Pt | G | V | N | P | GF | GS | DR |
| ---- | -------- | -- | - | - | - | - | -- | -- | -- |
| 1.   | Giappone | 7  | 3 | 2 | 1 | 0 | 5  | 0  | +5 |
| 2.   | Brasile  | 5  | 3 | 1 | 2 | 0 | 2  | 0  | +2 |
| 3.   | Camerun  | 3  | 3 | 1 | 0 | 2 | 2  | 4  | -2 |
| 4.   | Canada   | 1  | 3 | 0 | 1 | 2 | 0  | 5  | -5 |

##### Risultati
| Arbitro: | Krug |

|                           |           |  |
| Washington 53’ Miguel 57’ | Marcatori |  |

| Arbitro: | Micallef |

|                                     |           |  |
| Ono 57’ Nishizawa 60’ Morishima 88’ | Marcatori |  |

| Kashima 2 giugno 2001, ore 17:00 UTC+9 | Canada | 0 – 0 referto | Brasile | Kashima Stadium (12.095 spett.)\| Arbitro: \| Jun Lu \| |
| Arbitro:                               | Jun Lu |               |         |                                                         |

| Arbitro: | Archundia |

|  |           |                |
|  | Marcatori | 8’, 65’ Suzuki |

| Kashima 4 giugno 2001, ore 19:30 UTC+9 | Brasile | 0 – 0 referto | Giappone | Kashima Stadium (37.740 spett.)\| Arbitro: \| Nielsen \| |
| Arbitro:                               | Nielsen |               |          |                                                          |

| Arbitro: | Moreno |

|                                 |           |  |
| Tchoutang 48’ Mboma 83' (rig.)’ | Marcatori |  |

### Fase a eliminazione diretta
|  | Semifinali | Semifinali | Semifinali |         |          | Finale          | Finale          | Finale          |  |
|  |            |            |            |         |          |                 |                 |                 |  |
|  | Giappone   | Giappone   | 1          |         |          |                 |                 |                 |  |
|  | Giappone   | Giappone   | 1          |         |          |                 |                 |                 |  |
|  | Australia  | Australia  | 0          |         |          |                 |                 |                 |  |
|  | Australia  | Australia  | 0          |         | Giappone | Giappone        | 0               |                 |  |
|  |            |            |            |         | Giappone | Giappone        | 0               |                 |  |
|  |            |            | Francia    | Francia | 1        |                 |                 |                 |  |
|  | Francia    | Francia    | Francia    | Francia | 1        | 2               |                 |                 |  |
|  | Francia    | Francia    |            |         |          | 2               |                 |                 |  |
|  | Brasile    | Brasile    | 1          |         |          | Finale 3º posto | Finale 3º posto | Finale 3º posto |  |
|  | Brasile    | Brasile    | 1          |         |          |                 |                 |                 |  |
|  |            |            |            |         |          |                 |                 |                 |  |
|  |            |            |            |         |          | Australia       | Australia       | 1               |  |
|  |            |            |            |         |          | Australia       | Australia       | 1               |  |
|  |            |            |            |         |          | Brasile         | Brasile         | 0               |  |

#### Semifinali
| Arbitro: | Benito Archundia |

|            |           |  |
| Nakata 43’ | Marcatori |  |

| Arbitro: | Gamal Al-Ghandour |

|                       |           |           |
| Pirès 7’ Desailly 54’ | Marcatori | 30’ Ramon |

#### Finale per il 3º posto
| Arbitro: | Hellmut Krug |

|            |           |  |
| Murphy 84’ | Marcatori |  |

#### Finale
| Arbitro: | Bujsaim |

|  |           |            |
|  | Marcatori | 30’ Vieira |

## Classifica marcatori
2 reti
- Shaun Murphy
- Hwang Sun-hong
- Éric Carrière
- Robert Pirès
- Patrick Vieira
- Sylvain Wiltord
- Takayuki Suzuki

1 rete
- Josip Skoko
- Clayton Zane
- Carlos Miguel
- Ramon
- Washington
- Patrick Mboma
- Bernard Tchoutang
- Yoo Sang-Chul
- Nicolas Anelka
- Marcel Desailly
- Youri Djorkaeff
- Steve Marlet
- Hiroaki Morishima
- Hidetoshi Nakata
- Akinori Nishizawa
- Shinji Ono
- Víctor Ruiz

## Premi
| Scarpa d'Oro: | Pallone d'Oro: | Premio Fair Play: |
| ------------- | -------------- | ----------------- |
| Robert Pirès  | Robert Pirès   | Giappone          |

| Pallone d'Argento: | Pallone di Bronzo: |
| ------------------ | ------------------ |
| Patrick Vieira     | Hidetoshi Nakata   |
| Scarpa d'Argento:  | Scarpa di Bronzo:  |
| Éric Carrière      | Hwang Sun-hong     |